# Michail Antonio
Michail Gregory Antonio, född 28 mars 1990, är en engelsk-jamaicansk fotbollsspelare (ytter) som spelar för Premier League-klubben West Ham United och Jamaicas landslag. Antonio har tidigare spelat för Tooting & Mitcham United, Reading, Cheltenham Town, Southampton, Colchester United, Sheffield Wednesday och Nottingham Forest.
I augusti 2021 blev Antonio West Hams bäste målskytt i Premier League-historien. Han passerade då italienaren Paolo Di Canio, som tidigare hade rekordet. 

## Karriär

### Nottingham Forest
Den 6 augusti 2014 värvades Antonio av Nottingham Forest, där han skrev på ett treårskontrakt. Efter säsongen 2014/2015 blev utnämnd till årets spelare i Nottingham Forest.

### West Ham United
Den 1 september 2015 värvades Antonio av West Ham United, där han skrev på ett fyraårskontrakt med option på ytterligare två år. Han debuterade för klubben den 19 september i en 2–1-vinst över Manchester City, där Antonio byttes in i den 60:e minuten mot Victor Moses. Den 28 december 2015 i en 2–1-vinst över Southampton gjorde Antonio sitt första mål för klubben samt blev utnämnd till matchens spelare.
Den 11 maj 2017 skrev Antonio på ett nytt fyraårskontrakt med klubben. Den 11 juli 2020 gjorde fyra mål i en 4–0-vinst över Norwich City. I december 2020 förlängde Antonio sitt kontrakt i West Ham United fram till 2023. Den 7 januari 2022 skrev han på ett nytt 2,5-årskontrakt med option på ytterligare ett år med West Ham United.